# Loquero
Loquero es una banda argentina de punk rock formada en 1990 en la ciudad de Mar del Plata. Se lo considera un grupo influyente dentro del género punk, y también en materia de rock alternativo y pop punk. El grupo debutó en 1991 después de un año de ensayos, en un accidentado concierto que marcaría el destino de la banda durante toda su carrera (al promediar el recital, Chary tropieza con unos cables del escenario generando un apagón en toda la manzana que dura varias horas y ocasiona la suspensión del show). El grupo realizó giras por Argentina, Uruguay y Chile durante los últimos 10 años, llegando incluso a tocar en países de Europa, entre ellos Holanda, Alemania, Suiza, Francia, Portugal y España. Asimismo, compartió escenario con influyentes bandas del punk rock y el metal.

## Historia
A mediados de los años 1990, Chary y Alejandro "Anteojo" Rodríguez se reúnen para tocar lo que sería el prototipo de Loquero. Un amigo (Gerardo Dekadencia) los escuchó, y sugirió producirles un demo y enviarlo a un concurso que se hacía en Berlín en donde se presentaban grupos underground, y el premio era un viaje a Alemania. El dúo, ávido por escapar del país, y muy entusiastas, aceptaron y reclutaron al "Chino" y a "Canuto" a la batería y el bajo respectivamente. Juntos grabaron el demo El que no se consuela es porque no quiere. La banda ahora llamada Loquero no califica en el concurso, y el demo paso a volverse un casete del cual se realizaron 200 copias.
Los integrantes comenzaron a disfrutar de la banda y el ensayo. El debut ocurrió en enero del año 1992 junto a Lacras; lamentablemente, en una corrida por el escenario, Chary se enredó con un cable y cortó la luz de toda la manzana por varias horas. Por otra parte, en 1993, junto a Santiago Vidal y Pablo Carriño grabaron su segundo demo Siglos de masacre y debutaron en la antigua "Vinoteca Perrier" de Mar del Plata.
Inmediatamente emprendieron la marcha tocando durante todo 1994 en muchas fechas a beneficio, shows junto a A.N.I.M.A.L, D.A.J., Fun People, etc. En el mismo año grabaron un demo con todos los shows realizados en vivo del cual se realizaron muy pocas copias. El casete se llamaba Vivo. Luego entró Julián Lemmi al bajo y grabaron para la revista "Juventud perdida" un casete denominado Todo lo que hay que saber para ser un éxito. Tras esto entra al bajo Jorge Areta y graban Doble bolsa roja.
En 1995, después de grabar este material, Jorge se fue a Europa, Anteojo a Centroamérica y Chary reformó todo bajo el nombre de Loquero Pop. Invitó a Ale (ex Lacras) y a Santiago Vidal (ex Loquero) y también a Leonardo Almada (ex Escoria) y juntos debutaron en Cemento invitados por los Fun People.
A fines de 1996 aparece nuevamente Anteojo, y después de su primera gira de verano, grabaron todos juntos Temor morboso a la exposición pública en julio de 1997. Vuelven a salir de gira y nuevamente deja la banda Anteojo, quien luego regresaría; y en ese intermedio tocan la guitarra en Loquero: Gaby (ex Uaita), que grabó el tributo a "No Demuestra Interés"; Pablo Vidal, que realizó una gira de verano; y Claudio, quien solo realizó una minigira por el interior de Córdoba antes de abandonar la banda. En 1999 lanza su primer EP: Golpe bajo, el cual consta de seis canciones.
Loquero realizó giras por Chile y el interior del país hasta que grabaron, en el año 2000, Club de solos, con producción artística de Nekro y para el sello "Ugly discos", el cual le pertenece. El disco es distribuido por "D.B.N." y tuvieron alcance y gira nacional durante un mes por todo el país. Durante un tiempo toca Juan Bachiochi, pero al final de una gira se va de la banda junto a Ale Ramos e ingresan Leonardo "Aku" Almada y Horacio Langlois a la batería.
Realizan nuevas giras por Chile y el interior, y graban en 2001, en los estudios Panda, su disco Fantasy. En febrero realizaron una gira por Europa junto a Criatura (banda de Zaragoza). La realizaron junto a Pablo Micheleti en batería, aunque al volver se incorporó nuevamente Horacio Langlois.
En 2002 realizaron dos giras por Chile y en 2003 editan un disco acústico llamado Consuelo con versiones propias hechas de esta singular manera.
Durante el año 2004 se dedican a recopilar demos antiguos, de los primeros, lanzándolos bajo el nombre de Demos '91/'94. El álbum contiene 27 temas: algunos no editados en otros discos y otros extraídos de los primeros demos de la banda. Después de varias idas y venidas con el baterista (que posteriormente se alejaría de la banda y sería reemplazado por Ito Almada), finalmente logran entrar al estudio a grabar Black, su quinto LP de estudio con 16 canciones completamente nuevas, con un sonido mucho más logrado, con más calidad, y con el mismo idealismo de siempre.
En 2006 graban una actuación en El Teatro (COLEGIALES) que posteriormente sería editada como disco bajo el título de Loquero en El Teatro. En la misma se puede apreciar la fuerza que tienen, pese al sonido malo, y como se conectan con el público.  En 2009, lanzan al mercado Suicidal fútbol club. El mismo contiene 13 temas que van desde el punk más rápido y furioso hasta canciones de amor, incluyendo una dedicada a Kurt Cobain.
En el año 2011 editan un nuevo CD bajo el nombre de Radio post mortem y el 22 de mayo del mismo año registran un show en Niceto Club que en 2012 editan en un disco doble llamado Electroshow, que también fue lanzado en formato DVD. En la actualidad, Loquero continúa presentándose a lo largo de la Argentina, siendo una de las bandas under que más gira por el interior del país.
Sus trabajos más recientes son el disco doble de veinticuatro canciones llamado "Fabulosos Creadores de Paranoia", que tuvo su presentación oficial en Groove el 5 de agosto de 2017. En 2021 editaron su segundo material acústico, llamado "Herencia", con temas clásicos y algunos estrenos. Su último trabajo de estudio fue en el año 2023  ESPIRITU DE 3 TONOS.

## Formación
- Chary: voz
- Yamandú (Anteojo): guitarra
- "Aku" Almada: bajo
- Ito Almada: batería

## Discografía

### Demos
- El que no se consuela es porque no quiere, 1991
- Siglos de masacre, 1993
- En vivo, 1994
- Todo lo que hay que saber para ser un éxito, 1994
- Doble bolsa roja (disco no editado), 1995

### Discos de estudio
- Temor morboso a la exposición pública, 1997
- Club de solos, 1999
- Fantasy, 2001
- Consuelo, 2003
- Black, 2004
- Suicidal fútbol club, 2008
- Radio post mortem, 2011
- Fabulosos creadores de paranoia, 2017
- Herencia, 2021
- Espíritu de 3 tonos, 2023

### EP
- Golpe bajo, 1999
- Frequently Asked Questions, 2018

### Discos en vivo
- en vivo, en el teatro, 2006
- Electroshow (CD 1), 2012
- Electroshow (CD 2), 2012

### Compilados
- Para abrir tus ojos [Canción: Show bizz], 1998
- Ningún homenaje/Ningún homenaje (Canciones de No Demuestra Interés) [Canción: Riñas], 1998
- Youth against policial violence! [Canciones: Show bizz y El soldado], 1998
- Música para soñadores (Vol. 1) [Canciones: Show bizz, El soldado, Ghost in the F.O.R.A. y Esculturas], 1999
- Rompe la incomunicación [Canción: Ghost in the F.O.R.A.], 2001
- Demos '91-'94, 2004

### DVD
- Electroshow, 2012